# 竹生島神社 (館林市)
竹生島神社（ちくぶしまじんじゃ）は、群馬県館林市の神社。なお、当社の約2キロメートル西南西の同市富士原町に「竹生島神社分宮」を称する神社があるが、これは滋賀県の琵琶湖内の竹生島にある「竹生島神社」の分宮であり、当社とは直接の関係はない。

## 歴史
慶長年間（1596年 - 1615年）に創建された。館林藩の藩主榊原康政が城下町の鎮守として、水の神様とされる弁才天を祀ったのが起源である。「泰安寺」（現在は廃寺）が別当寺であった。
明治初期、神仏分離政策により弁才天を祭神として祀ることができなくなったため、近江国（現・滋賀県）出身の商人「戎屋」を通じて、琵琶湖の竹生島神社から分霊を勧請し、市杵島姫命を祭神とした。
1872年（明治5年）、近代社格制度に基づく「村社」に列せられ、1930年（昭和5年）に「神饌幣帛料供進神社」に指定された。

## 交通アクセス
- 館林駅より徒歩13分。